# Sciara melanostyla
Sciara melanostyla är en tvåvingeart som beskrevs av Werner Mohrig 1991. Sciara melanostyla ingår i släktet Sciara och familjen sorgmyggor. Inga underarter finns listade i Catalogue of Life.